# Johann Vesque von Püttlingen
Pour les articles homonymes, voir Vesque et Hoven.
Johann Vesque von Püttlingen, dit Johann Hoven, né à Oppeln dans le Royaume de Prusse le 23 juillet 1803 et mort à Vienne le 29 octobre 1883, est un compositeur autrichien de musique romantique.

## Biographie
Membre d'une vieille famille de Lorraine d'Uckange, émigrée dans l'empire d'Autriche-Hongrie, les Vesque de Puttelange, il fut l'ami de Schubert, de Mendelssohn et de Schumann, et publia un certain nombre de compositions à partir de 1828, essentiellement dans le répertoire vocal lyrique.
Il composa 330 lieder (Ironische Lieder) et 9 opéras, tels que Turandot (1838) et Jeanne d'Arc (1840), ainsi que de nombreuses chansons.
Hoven est un pianiste et compositeur réputé en Autriche, certes considéré comme un dilettante. On lui doit aussi une vingtaine d'œuvres religieuses (notamment des messes) et profanes (des quatuors). Ses œuvres figurent au répertoire de la bibliothèque de Vienne et du Musikverein et ont donné lieu à quelques interprétations aux États-Unis, en Allemagne et en Autriche (essentiellement les lieders). 
Depuis 2007, un festival a été créé pour promouvoir son œuvre et plusieurs œuvres importantes ont été rénovées et interprétées en France dans le cadre du printemps musical en pays mosellan, berceau familial de la famille Vesque : Offertorium confiteror tibi, plusieurs lieders de son œuvre majeure Heimkehr, et des pièces pour piano. En 2008, dans le cadre de la deuxième édition du festival, sera jouée pour la première fois depuis 150 ans l'œuvre orchestrale (dit pot pourri) de l'opéra Jeanne d'Arc. 